# Rhipsalis puniceodiscus
Rhipsalis puniceodiscus là một loài thực vật có hoa trong họ Cactaceae. Loài này được G.Lindb. miêu tả khoa học đầu tiên năm 1893.